# Al-Dimas
Al-Dimas (tiếng Ả Rập: الديماس), còn được gọi là Ad-Dimas, là một thị trấn ở Syria, nằm ở phía tây thủ đô Damascus. Theo Cục Thống kê Trung ương Syria, thị trấn có dân số 14,574 trong cuộc điều tra dân số năm 2004.
Al-Dimas là nơi một máy bay gìn giữ hòa bình của Canada bị rơi sau khi bị ba tên lửa đất đối không Syria bắn rơi vào ngày 9/8/1974.

## Khí hậu
Trong Ad Dimas, có khí hậu Địa Trung Hải. Lượng mưa vào mùa đông cao hơn vào mùa hè. Phân loại khí hậu Köppen-Geiger là Csa. Nhiệt độ trung bình hàng năm trong Quảng cáo Dimas là 14,7 °C (58,5 °F). Khoảng 432 mm (17,01 in)     lượng mưa giảm hàng năm. 
| Dữ liệu khí hậu của {{{location}}} | Dữ liệu khí hậu của {{{location}}} | Dữ liệu khí hậu của {{{location}}} | Dữ liệu khí hậu của {{{location}}} | Dữ liệu khí hậu của {{{location}}} | Dữ liệu khí hậu của {{{location}}} | Dữ liệu khí hậu của {{{location}}} | Dữ liệu khí hậu của {{{location}}} | Dữ liệu khí hậu của {{{location}}} | Dữ liệu khí hậu của {{{location}}} | Dữ liệu khí hậu của {{{location}}} | Dữ liệu khí hậu của {{{location}}} | Dữ liệu khí hậu của {{{location}}} | Dữ liệu khí hậu của {{{location}}} |
| Tháng                              | 1                                  | 2                                  | 3                                  | 4                                  | 5                                  | 6                                  | 7                                  | 8                                  | 9                                  | 10                                 | 11                                 | 12                                 | Năm                                |
| ---------------------------------- | ---------------------------------- | ---------------------------------- | ---------------------------------- | ---------------------------------- | ---------------------------------- | ---------------------------------- | ---------------------------------- | ---------------------------------- | ---------------------------------- | ---------------------------------- | ---------------------------------- | ---------------------------------- | ---------------------------------- |
| [ cần dẫn nguồn ]                  |                                    |                                    |                                    |                                    |                                    |                                    |                                    |                                    |                                    |                                    |                                    |                                    |                                    |